# Öxabäcks Idrottsförening
O Öxabäck IF é um clube sueco de futebol em Öxabäck, na comuna de Mark, na Suécia. 
É conhecido pelos seus êxitos no futebol feminino no anos 70 e 80. 
Tendo iniciado o futebol feminino em 1966, o clube foi forçado por motivos económicos a encerrar essa atividade em 1999. 

## Títulos
- Campeonato Sueco de Futebol Feminino: 1973, 1975, 1978, 1983, 1987 e 1988
- Copa da Suécia de Futebol Feminino: 1985 , 1986 , 1987 , 1988 , 1989 e 1991